# Trije ribniki
Trije ribniki so postali del mestnega Mariborskega parka z ureditvijo v 80. letih preteklega stoletja. V preteklosti so bili ribniki vodni rezervat, iz katerega se je po potrebi napajal mestni obrambni jarek. Danes območje Treh ribnikov ponuja obiskovalcu poleg slikovitosti predvsem gostinsko ponudbo in rekreacijo. Najnovejša ureditev okolice je povezala mestni park in gričevnato pokrajino Slovenskih goric. Njegovo ureditev lahko opredelimo v slog angleškega krajinskega vrta. 

## Krajinska podoba danes
Danes so ribniki umetno narejena jezera, ki se polnijo z vodo iz bližnjih potočkov. Obstaja tudi četrti ribnik, iz katerega tečeta dva kanala, ki polnita prvo, drugo in tretjo jezero. Gladina vseh treh ribnikov se občasno zniža (predvsem v sušnih obdobjih) zaradi prepustnega dna drugega ribnika. 
Prvi ribnik ima vodomet, ki služi tudi kot prezračevalec vode v ribnikih. Tako zagotavljajo kisik, potreben za življenje živali v ribniku. 
Na drugem ribniku je umetni otok za gnezdenje rac in labodov. Ta ribnik naj bi teoretično imel žile v zemlji, ki so nastale ob poglabljanju. Nekatere žile vodijo v prvi ribnik, večina pa globoko v zemljo. 
Tretji ribnik je najtoplejši in pozimi zamrzne le občasno. Na oziroma v ribnikih so tudi živali, kot so labodi, race, ribe, … Včasih, ko jezero začne hitro zmrzovati, se lahko labod ali raca vklešči v led.

### Urejanje ribnikov
Po pripovedovanju g. Bruna Frasa in Antona Korošca je otoček v drugem ribniku nastal zato, ker so se skrbniki Treh ribnikov odločili, da bodo drugi ribnik poglobili. Odvečno zemljo so zbrali na kup sredi ribnika. Otoček na tretjem ribniku pa je nastal tako, da so naredili ogrodje iz vej in otok se je sam, naravno ustvaril.
V 80. letih je bila končana prva faza celostne ureditve Treh ribnikov. Mestni park je bil podaljšan do Ribniškega sela. Strelišče pri četrtem ribniku je bilo ukinjeno, predvsem iz ekoloških razlogov.
Današnja ureditev sprehajališča in obrežja Treh ribnikov se sestoji iz vodnega rastlinja (nasajeno ob vodi ali na otočku), grmovnic ob poteh, kostanjev, tlakovanih poti,... Na drugi strani pelje ob ribniku prodnata gozdna pot. Poti so opremljene s posodami za odpadke, klopmi, z mostički in lučmi. Žal objekti niso najbolje vzdrževani. Klopi in leseni mostički so poškodovani in delno dotrajani.
Obrežje in poti ob ribnikih je zasnoval (oziroma je sodeloval pri tem) znani gradbenik in restavrator kulturno-zgodovinskih spomenikov Jože Požauko (1908-1995), ki je hkrati tudi projektiral infrastrukturo naselja Za tremi ribniki.
Za projekt ureditve treh ribnikov so leta 1988 prejeli Plečnikovo nagrado naslednji projektanti: Borut Pečenko, Tom Pirkmajer, Jože Požauko in Niko Stare.

### Problemi ribnikov
Žal je ostal nerešen problem dotok sveže (meteorske) vode, kar je zlasti vidno v sušni dobi (poleti), ko dotoki presahnejo in površine ribnikov začno cveteti (entrafija). Ovira so tudi betonski jarki, ki ne dopuščajo podtalnici svojo pot iz globine. V zvezi s tem je znani okoljevarstvenik Mirko Šoštarič (1920–1999) zapisal: »… Kot smo že povedali, so vode, stoječe in zlasti še tekoče, važen element krajinskega oblikovanja. Seveda mora biti voda čista, obale pa so lahko zaraščene z obrežnim vodnim rastlinstvom.«

## Trije ribniki v preteklosti
V srednjem veku so bili ribniki tri jezera, ki so nastala naravno, nato so pa bila s strani človeka umetno preoblikovana oz. prilagojena. Mesto je imelo za svojo obrambo mestno obzidje z obrambnimi stolpi, okoli mesta pa je bil skopan obrambni jarek, ki so ga v času nevarnosti napolnili z vodo iz dveh ribnikov pri Ribniškem selu (današnji Trije ribniki).

### Vloga ribnikov
Po znanih podatkih naj bi mesto v 13. stoletju dobilo okope z leseno palisadno ograjo, v 14. stoletju pa naj bi bilo zgrajeno in temeljito obnovljeno mestno obzidje zaradi varovanja pred vpadi Turkov. Znano je, da sta že v srednjem veku dva glavna potoka dovajala vode izza Kalvarije (Barbarski potok) in s Piramide (Tri-ribniški potok) v mestni jarek pred mestnim obzidjem, ki so ga v primeru nevarnosti napolnili z vodo.
Legenda iz Turških časov: »Menda so Turki leta 1532 tako hitro pridrveli pred Maribor, da so meščani komaj utegnili zapreti mestna vrata, niso pa mogli odpreti zapornic pri ribnikih, da bi napolnili z vodo varovalne jarke ob obzidju. Neki čevljarček, preoblečen v turško obleko, se je prostovoljno ponoči splazil skozi tabor oblegovalcev in odprl zapornice. Voda je napolnila jarke in v njih so utonili Turki, ki so spodkopavali obzidje.«
Območje treh (dejansko štirih) ribnikov je bilo torej že dolgo tesno povezano z mestom, tako zaradi obrambne funkcije, kot zaradi gospodarske dopolnitve. Pred 1. svetovno vojno je za območje Treh ribnikov skrbelo Olepševalno društvo. To je vzdrževalo čolnarno in pozimi drsališče.
Povzetek iz kronike Treh ribnikov, Bruna Frasa: »Led iz drugega ribnika je uporabljala že okoli leta 1886 pivovarna Götz, ki je ribnike tudi čistila. Znano je tudi, da je mariborski restavrator Spatzek pred prvo svetovno vojno v ribnikih gojil rake. To kaže, da je bila tedaj voda v ribnikih dokaj čista.«
Med drugo svetovno vojno je bil zgornji ribnik zelo zaraščen. S podaljšanjem promenade v parku (po vojni, v 50. letih) ter delno ureditvijo območja ob tretjem ribniku je bilo Ribniško selo vključeno v parkovno okolje. V 70. letih je bilo urejeno celotno območje vseh štirih ribnikov, od nekdanje čolnarne naprej proti severozahodu. Vojaško strelišče nedaleč od četrtega ribnika (danes v njem gojijo ribe in druge vodne živali, podobno kot v ostalih treh), je bilo preseljeno na drugo lokacijo. V času zavezniškega bombardiranja Maribora so tedanje nemške oblasti uredile na območju mesta več zaklonišč. Eno (še danes uporabno za druge namene) je bilo izkopano v južnem pobočju Piramide, nad Tomšičevim drevoredom. Drugo, precej manjše, je bilo zgrajeno na zahodni strani Piramide, kakih 50 metrov od objekta nekdanje čolnarne (z dvema vhodoma oz. izhodoma). To je danes popolnoma zasuto, pobočje pa je zaraslo z grmičevjem in drevesi, in niso več vidne sledi o njem. Na nasprotni strani ribnika, slabih sto metrov od gostišča proti severu, pa so še nekoliko vidni sledovi votlin (vhodov) v zaklonišče.

### Turistične dejavnosti v preteklosti
- Lesena čolnarna je pri spodnjem ribniku obstajala že pred letom 1905.
- Okoli leta 1925 so zgradili zidano čolnarno, ki so jo imenovali Žabji grad.
- Prvotni turistični objekt ob Treh ribnikih je bil zgrajen na začetku stoletja.
- Maja 1907 je izdelal načrte za kopališče ob Treh ribnikih inženir Hans Dirnböck iz Gradca. Iz načrta so razvidna kopališča za moške, ženske in otroke – slednje je bilo na severnem koncu ribnika. Dno in pregrade med kopališči si bile predvidene iz lomljenega kamna, kopališko stavbo pa si je načrtovalec zamislil kot pritlično. Voda bi v ribnik dotekala preko petih slapov z višine 3 do 4 metrov in šestih ali osmih manjših slapov. Naredili so obširne preiskave vode in ugotovili, da je sposobnost samoočiščevanja v ribniku celo večja kot pri tekočih vodah. Največji problem so bile alge oziroma njihovo cvetenje, kar bi kalilo vodo, ne bi pa škodilo zdravju kopalcev. Ubadali so se z mislijo, da bi dno ribnika in stene betonirali in tako preprečili pojav alg. Dejansko je bila voda v ribniku zelo čista, saj je dotekala neoporečna voda. Poleti je imela temperaturo od 19 do 22º Celzija, tako da bi kopalna sezona trajala od srede maja do srede septembra. Ob večerih so nameravali prirejati promenadne koncerte, električno bi z barvno svetlobo osvetlili vodne in pajčolanske slapove. Nameravali so uvesti celo vstopnino. Projekt je bil takrat daleč najluksuznejši od vseh. Celotni stroški izgradnje kopališča in stranskih prostorov bi znašali približno 120.000 avstro-ogrskih kron. Do uresničitve ni nikoli prišlo.
- Leta 1927 je Olepševalno društvo podrlo leseni razpadli objekt. Občina je zgradila, po projektu arhitekta Maksa Czeikeja čolnarno z ustreznimi spremljajočimi prostori. Načrti se niso ohranili, zgrajena pa je z enakimi arhitektonskimi elementi kot Park kavarna. Čolnarna z garderobami in teraso je bila namenjena množičnemu druženju meščanov in rekreaciji. V osemdesetih letih so propadajoči objekt porušili, na željo krajanov so ohranili obstoječe stebre, jih obnovili in prekrili s čopasto streho.

To območje je že vrsto let mariborsko sprehajališče. Ljudje so hodili na izlete po gozdovih na obeh straneh ribnikov, na Piramido, ali pa nadaljevali pot v Ribniško selo, Vinarje, na Volčje sedlo, Za Kalvarijo, saj je bilo tod mnogo vinotočev (danes je večina opuščenih z vinogradi vred). V Ribniškem selu je bilo znano gostišče Lovski dom s kegljiščem, v sedanji Ribniški ulici pa gostišče »Kliček« (tako se je imenoval drugi lastnik) oz. Ob jezeru; danes se to gostišče, ki so ga obnovili pred dobrimi tremi desetletji, imenuje Pri treh ribnikih.
Na prvem ribniku je bilo pozimi vsako leto drsališče. Krajani in turisti so se lahko brezplačno drsali na njem. Ob sobotah in nedeljah je bil prvi ribnik okrašen z barvno razsvetljavo, ob njem so se dogajale razne prireditve, ansambli so igrali glasbo, ipd.